# Saint-Gobert
Saint-Gobert är en kommun i departementet Aisne i regionen Hauts-de-France i norra Frankrike. Kommunen ligger  i kantonen Sains-Richaumont som ligger i arrondissementet Vervins. År 2022 hade Saint-Gobert 285 invånare.

## Befolkningsutveckling
Antalet invånare i kommunen Saint-Gobert
Referens: INSEE